# Zevgarákion
Zevgarákion (Zevgaraki) är en ort i Grekland.   Den ligger i prefekturen Nomós Aitolías kai Akarnanías och regionen Västra Grekland, i den centrala delen av landet, 210 km väster om huvudstaden Aten. Zevgarákion ligger 34 meter över havet och antalet invånare är 781. Den ligger vid sjön Límni Lysimacheía.
Terrängen runt Zevgarákion är kuperad söderut, men norrut är den platt. Runt Zevgarákion är det ganska tätbefolkat, med 72 invånare per kvadratkilometer. Närmaste större samhälle är Agrínio, 9,4 km norr om Zevgarákion. == Kommentarer ==
1. ↑  Framräknat ur höjduppgifter (DEM 3") från Viewfinder Panoramas.[2] Mer om algoritmen finns här: Användare:Lsjbot/Algoritmer.
2. ↑  Framräknat ur variansen i alla höjduppgifter (DEM 3") från Viewfinder Panoramas, inom 10 km radie.[2] Mer om algoritmen finns här: Användare:Lsjbot/Algoritmer.